# 2336 Xinjiang
2336 Xinjiang (1975 WL1) là một tiểu hành tinh vành đai chính.